# Équipe de Serbie de hockey sur glace
Cet article traite de l'équipe masculine. Pour l'équipe féminine, voir Équipe de Serbie féminine de hockey sur glace.
L'équipe de Serbie de hockey sur glace est la sélection nationale de la Serbie regroupant les meilleurs joueurs de hockey sur glace serbes lors des compétitions internationales. Elle a succédé en 2006 à l'équipe de Serbie-et-Monténégro, disparue à la suite de la dissolution du pays. L'équipe est sous la tutelle de la Fédération de Serbie de hockey sur glace et est classée 30e sur 50 équipes au classement IIHF en 2019 . 

## Résultats

### Jeux olympiques
- 1924-1992 - Participe en tant qu'équipe de Yougoslavie
- 1998-2006 - Participe en tant qu'équipe de Serbie-et-Monténégro
- 2010 - Non qualifié
- 2014 - Non qualifié
- 2018 - Non qualifié
- 2022 - Non qualifié

### Championnats du monde
- 2007 - 4e de Division II, groupe A
- 2008 - 3e de Division II, groupe A
- 2009 - 1er de Division II, groupe A
- 2010 - 6e de Division I, groupe A
- 2011 - 3e de Division II, groupe A
- 2012 - 5e de Division IIA
- 2013 - 5e de Division IIA
- 2014 - 3e de Division IIA
- 2015 - 3e de Division IIA
- 2016 - 4e de Division IIA
- 2017 - 3e de Division IIA
- 2018 - 3e de Division IIA
- 2019 - 1re de Division IIA
- 2020 : Annulé en raison du coronavirus
- 2021 - Annulé en raison du coronavirus
- 2022 - 5e de Division IB

Note :  Promue ;  Reléguée

## Classement mondial
| Année     | Rang | Points | Progression |
| --------- | ---- | ------ | ----------- |
| 2003      | 29   | 1 685  |             |
| 2004      | 29   | 1 565  | ±0          |
| 2005      | 29   | 1 420  | ±0          |
| Mai 2006  | 29   | 1 745  | ±0          |
| 2007      | 30   | 1 555  | -1          |
| 2008      | 30   | 1 425  | ±0          |
| 2009      | 32   | 1 365  | -2          |
| Fév. 2010 | 29   | 1 810  | +3          |
| Mai 2010  | 29   | 1 935  | ±0          |
| 2011      | 30   | 1 755  | -1          |

| Année     | Rang | Points | Progression |
| --------- | ---- | ------ | ----------- |
| 2012      | 31   | 1 565  | +1          |
| 2013      | 31   | 1 375  | ±0          |
| Fév. 2014 | 31   | 1 730  | ±0          |
| Mai 2014  | 31   | 1 740  | ±0          |
| 2015      | 30   | 1 645  | +1          |
| 2016      | 31   | 1 520  | -1          |
| 2017      | 30   | 1 410  | +1          |
| Fev. 2018 | 30   | 1 825  | ±0          |
| Mai 2018  | 30   | 1 830  | ±0          |
| 2019      | 30   | 1 740  | ±0          |

## Équipe junior moins de 20 ans

### Championnats du monde junior
L'équipe participe à partir de 2007, à la suite de la création de la nouvelle équipe nationale.
- 2007 - 6e de Division II, groupe B
- 2008 - 2e de Division III
- 2009 - 5e de Division II, groupe A
- 2010 - 6e de Division II, groupe B
- 2011 - 2e de Division III
- 2012 - 3e de Division IIB
- 2013 - 3e de Division IIB
- 2014 - 3e de Division IIB
- 2015 - 5e de Division IIB
- 2016 - 3e de Division IIB
- 2017 - 3e de Division IIB
- 2018 - 2e de Division IIB
- 2019 - 1er de Division IIB
- 2020 - 6e de Division IIA
- 2021 - Annulé en raison du coronavirus
- 2022 - 3e de Division IIB
- 2023 - 3e de Division IIB

## Équipe des moins de 18 ans

### Championnats du monde moins de 18 ans
- 2007 - 6e de Division II, groupe B
- 2008 - 1er de Division III, groupe B
- 2009 - 5e de Division II, groupe B
- 2010 - 4e de Division II, groupe A
- 2011 - 5e de Division II, groupe A
- 2012 - 2e de Division II, groupe B
- 2013 - 3e de Division IIB
- 2014 - 3e de Division IIB
- 2015 - 3e de Division IIB
- 2016 - 3e de Division IIB
- 2017 - 3e de Division IIB
- 2018 - 3e de Division IIB
- 2019 - 1er de Division IIB
- 2020 - Annulé en raison du coronavirus
- 2021 - Annulé en raison du coronavirus
- 2022 - 6e de Division IIA
- 2023 -